# Samsung Galaxy Young
Samsung Galaxy Young - бюджетный смартфон от Samsung Electronics, который был выпущен в марте 2013 года. Как и все другие Samsung Galaxy смартфоны, Galaxy Young работает под управлением Android. Телефон оснащен 3,27-дюймовым TFT LCD экраном. Телефон имеет Dual SIM возможности в зависимости от модели. Многие пользователи считают возможности устройства базовыми, рассматривая его как смартфон для детей или подростков, у которых это первый смартфон, как следует из названия..

## Спецификации
Телефон имеет пластиковый корпус. Galaxy Young оснащен 1 ГГц процессором и оборудован 4 ГБ внутренней памяти, которая может быть увеличена до 64 ГБ с помощью карты micro SD. Устройство оснащено акселерометром, предназначенным для преобразования естественных жестов в команды телефона; например, если телефон звонит и пользователь перевернет его лицевой стороной вниз, он перестанет звонить, или если пользователь хочет установить Bluetooth или беспроводное интернет-соединение, он может потрясти устройство, и оно автоматически подключится.
Вариант телефона для Бразилии, продаваемый под моделью GT-S6313T, добавляет поддержку 1seg эфирного телевидения..

## Прием
По данным CNET Великобритания, Samsung Galaxy Young является достойным устройством, способным предоставить пользователям мобильный опыт начального уровня. Они считают, что экран устройства посредственный по сравнению с другими устройствами других брендов в том же ценовом диапазоне. С другой стороны, устройство отлично справляется с некоторыми основными функциями, такими как просмотр веб-страниц, общение и даже игра в некоторые более тяжелые игры, благодаря дополнительному объему оперативной памяти 200+ МБ.  Устройство также имеет доступ к Google Play Store, однако оно не способно запускать некоторые новые приложения. Многие старые приложения, не требующие столь высокой вычислительной мощности, по-прежнему нормально работают на устройстве. Некоторые функции, такие как pinch-to-zoom, вызывают задержки, что связано с ограниченной RAM.
Многие рецензенты критикуют устройство из-за устаревшего процессора, который приводит к вялой работе в некоторых тяжелых приложениях. С другой стороны, они хвалят 3,15 МП заднюю камеру устройства, которая, по их мнению, способна делать четкие снимки с адекватным качеством для своего ценового диапазона. В целом они считают телефон достойным для своей цены..